# Haget (Föglö, Åland)
Haget är en halvö i Åland (Finland). Den ligger i den sydöstra delen av landskapet, 30 km öster om huvudstaden Mariehamn. Haget ligger på ön Flisö.